# William Casey
William (Joseph) Casey (ur. 13 marca 1913 w Nowym Jorku, zm. 6 maja 1987 tamże) – dyrektor CIA (1981–1987).
W 1934 ukończył Fordham University, studiował w Catholic University of America w Waszyngtonie. W latach 1941–1946 pracował w Europie w Office of Strategic Services, później wykładał prawo podatkowe na uniwersytecie w Nowym Jorku, a 1971–1973 kierował United States Securities and Exchange Commission. Za rządów Casey'ego jako szefa CIA, agencja potajemnie wspierała finansowo i materialnie afgańskich partyzantów (tzw. mudżahedini), polską „Solidarność” oraz organizowała zamachy stanów w krajach Afryki Centralnej i Południowej.